# Emmanuel Brouillard
Pour les articles homonymes, voir Brouillard (homonymie).
Emmanuel Brouillard est un écrivain français, né le 8 mai 1963 à Poitiers et mort le 2 mars 2008 à Versailles.

## Biographie
Il avait fondé avec Gilles Kerhousse Le Petit Brouillard illustré dans les années 1990, journal humoristique qui a duré 4 ans (21 numéros tout de même, en apériodique). Il collaborait à l'émission de France-Culture Des Papous dans la tête.
Il était par ailleurs le conservateur en chef du Musée Botul, musée portatif mais réel où sont conservées les reliques imaginaires du philosophe Jean-Baptiste Botul.
Il est invité d'honneur de l’Oulipo en 2001.
Il se suicide le 2 mars 2008 à Versailles, à l'âge de 44 ans. Il est inhumé au cimetière des Gonards de Versailles.

## Écrits
Publications
- Jill, Plurielle, 1997
- Clameur des trépassés (sous le pseudonyme de Claudia Vulcanelli), Guère épais, 2001.
- La foi d'avant de M. Zed, Eden productions, 2003.
- Trois claques à Balzac, illust. de Bruno Mallart, Le Castor Astral, 2007.

Théâtre
- La Magie Nakafé, "jeune public", avec Hervé Le Tellier, 2002.
- Le Roi-Caillou, "jeune public", avec Hervé Le Tellier, 2003.
- le Lustre, boulevard, avec Hervé Le Tellier, 2006.